# 東京都立小平西高等学校
東京都立小平西高等学校（とうきょうとりつ こだいらにしこうとうがっこう）は、東京都小平市小川町にある東京都立の高等学校。

## 概要
1977年（昭和52年）に開校し、全日制課程で普通科設置。教育目標は「創造」「協調」「健康」。

## 沿革
- 1976年（昭和51年）11月 - 設置。
- 1977年（昭和52年）4月 - 開校。
- 2006年11月 - 創立30周年記念式典
- 2007年（平成19年） - 都教育委員会より「重点支援校」に指定。

## 教育目標
- 創造 協調 健康

## 所在地
- 東京都小平市小川町1-502-95

## 交通
出典 : 
電車
- 西武鉄道西武拝島線 東大和市駅 徒歩15分

バス
| 運行事業者 | 乗車駅     | 系統 | 下車停留所     |
| ---------- | ---------- | ---- | -------------- |
| 立川バス   | 立川駅     | 立30 | 「小平西高校」 |
| 立川バス   | 玉川上水駅 | 玉17 | 「小平西高校」 |

## 著名な出身者
- 久保優太 - キックボクサー
- 久保賢司 - キックボクサー
- 清水康也 - 元サッカー選手
- 矢島輝一 - サッカー選手
- 岩渕真奈 - 女子サッカー選手
- 香那 - 元モデル
- 鵜川薫 - 女優
- やじ(スクワッド)- youtuber